# CAC 40

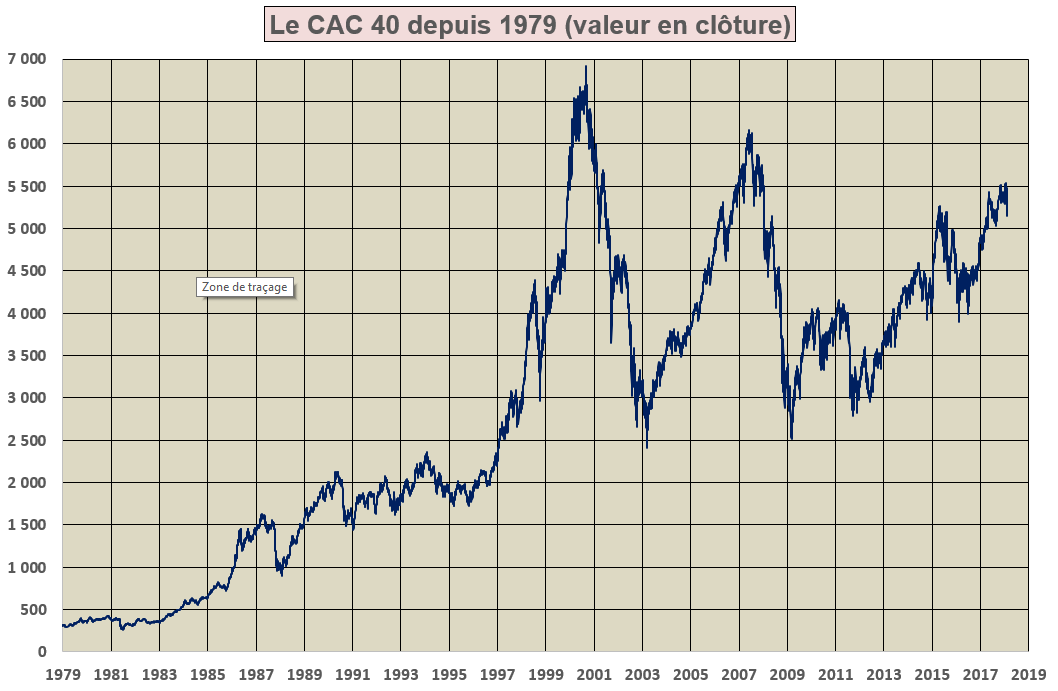
Historyczne notowania CAC 40 (od 1979 do 02/2018)

CAC 40 (fr. Cotation Assistée en Continu – notowania ciągłe) – francuski indeks akcji, benchmark giełdy Euronext. Indeks ten skupia 40 najsilniejszych spółek spośród 100 o najwyższej kapitalizacji na Giełdzie Paryskiej.
CAC 40 wystartował 31 grudnia 1987 roku z poziomu 1000 punktów. W lutym 2009 roku jego kurs jest na poziomie około 2700 punktów (po spadku z 6000 w maju 2007 roku).

## Skład indeksu
Stan na 13 marca 2023:
| Spółka               | Sektor ICB                                        |
| -------------------- | ------------------------------------------------- |
| Air Liquide          | produkty chemiczne                                |
| Airbus Group         | aeronautyka, obrona                               |
| Alstom               | maszyny przemysłowe                               |
| ArcelorMittal        | stal                                              |
| Axa                  | ubezpieczenia                                     |
| BNP Paribas          | bankowość                                         |
| Bouygues             | budownictwo                                       |
| Capgemini            | usługi informatyczne                              |
| Carrefour            | handel detaliczny                                 |
| Crédit Agricole      | bankowość                                         |
| Danone               | artykuły rolno-spożywcze                          |
| Dassault Systèmes    | usługi IT, technologia                            |
| Engie                | energetyka, gaz przemysłowy, przemysł naftowy     |
| Essilor              | materiały medyczne                                |
| Eurofins Scientific  | biotechnologia                                    |
| Hermès               | luksus                                            |
| Kering               | luksus                                            |
| Legrand              | sprzęt elektryczny                                |
| L’Oréal              | kosmetyki                                         |
| LVMH                 | ubrania i dobra luksusowe                         |
| Michelin             | opony                                             |
| Orange SA            | telekomunikacja                                   |
| Pernod Ricard        | produkcja alkoholi                                |
| Publicis             | media reklamowe                                   |
| Renault              | produkcja samochodów                              |
| Safran               | lotnictwo, kosmos, obronność                      |
| Saint-Gobain         | materiały budowlane                               |
| Sanofi               | farmaceutyki                                      |
| Schneider Electric   | części elektryczne                                |
| Société Générale     | bankowość                                         |
| Stellantis           | motoryzacja, dostawca motoryzacyjny               |
| STMicroelectronics   | półprzewodniki                                    |
| Teleperformance      | firma usługowa, zarządzanie relacjami z klientami |
| Thales               | dostawca sprzętu lotniczego                       |
| TotalEnergies        | przemysł naftowy, gaz przemysłowy                 |
| Unibail-Rodamco      | nieruchomości                                     |
| Veolia Environnement | infrastruktura wodna                              |
| Vinci                | budownictwo                                       |
| Vivendi              | media i rozrywka                                  |
| Worldline            | fintech                                           |